# Estadio Gonzalo Pozo Ripalda
El estadio de Sociedad Deportiva Aucas, conocido extraoficialmente como la Caldera del Sur y denominado oficialmente como estadio Gonzalo Pozo Ripalda, es un estadio de fútbol que se encuentra ubicado en la avenida Rumichaca y calle Moromoro, en el sector de Chillogallo, al sur de la ciudad de Quito. Es propiedad de Sociedad Deportiva Aucas, equipo de la Serie A del fútbol ecuatoriano, y fue construido con el aspecto deportivo y la finalidad de que dicho club juegue como local. Fue el primer estadio construido para pertenecer a un club de fútbol en la ciudad de Quito. Lleva este nombre en honor a uno de sus jugadores más emblemáticos, Gonzalo Pozo Ripalda.
Desde el 25 de marzo de 2018, después de una alianza entre Sociedad Deportiva Aucas y el Banco del Pacífico, el estadio pasó a llamarse comercialmente estadio Banco del Pacífico Gonzalo Pozo Ripalda. No se revelaron más detalles de dicha alianza, como la duración o el pago que recibió Aucas. Desde el 20 de septiembre de 2022, después de una alianza entre Sociedad Deportiva Aucas y el Cooprogreso, el estadio pasa a llamarse comercialmente estadio Cooprogreso Gonzalo Pozo Ripalda.

## Historia
Aucas comenzó una dura lucha para ser uno de los equipos que tuvieran estadio de fútbol del Ecuador. Sus directores consiguieron la donación de un terreno municipal en el sector de Chillogallo, en la administración del cabildo de Quito del Arquitecto Sixto Durán Ballén. Fue gran ayuda también la gestión de su presidente, el Licenciado Jaime Bowen, quien impulsó el proyecto, pero en realidad la obra avanzó en su mayoría durante la presidencia de la República del Ecuador del Ingeniero León Febres-Cordero, quien dio un aporte del Estado para la terminación de la primera parte del escenario.
El 24 de mayo de 1986, con la presencia del presidente de la República, Ingeniero León Febres-Cordero, del alcalde de Quito Gustavo Herdoíza León y de otras autoridades del país y de la ciudad, se colocó la primera piedra en la construcción del escenario.
La obra se inició en 1987, con un aporte económico del abogado Jaime Nebot Saadi, en ese tiempo líder del Partido Social Cristiano, partido político que fue gran gestor en la construcción del estadio del equipo ídolo de Quito y además gobernador del Guayas.
En los comienzos de la construcción, el escenario tenía planificado un aforo de 28 000 personas, pero la realidad económica del club obligó a que tenga una capacidad de albergar a 22 000 aficionados nada más.
Cabe mencionar que este escenario deportivo aún se encuentra inconcluso debido a que sus generales y preferencia no han sido construidas en su totalidad. La capacidad del estadio en su aforo completo podría ascender a 30 000 localidades.
Aucas en 1991 dejó de jugar como local en el estadio Olímpico Atahualpa, pero oficialmente el club hace sus presentaciones como local en su propio estadio desde el 19 de febrero de 1994, en donde hizo su inauguración enfrentando en un partido amistoso al club colombiano Junior de Barranquilla.
De esta manera Aucas se convirtió en el primer club de fútbol de Quito en tener estadio propio.
El directorio del 2008 tomó la iniciativa de asignar el nombre de Gonzalo Pozo Ripalda a La Caldera en reconocimiento a uno de los referentes del pentacampeonato provincial conseguido por Aucas entre los años 1945 y 1949. Dicha idea finalmente se llevó a cabo el domingo 24 de noviembre de 2013, en un acto especial en el cotejo correspondiente al cierre de la temporada de Aucas en la Serie B del mismo año ante Ferroviarios, en el que la directiva del club rindió tributo a "Pocito", cuyo nombre identificará ahora al estadio comúnmente llamado "La Caldera del Sur".

### Partidos destacados
| Final de vuelta de la LigaPro 2022; 13 de noviembre de 2022        | Aucas | 0:0 (Global 1:0)                  | Barcelona | Estadio Gonzalo Pozo Ripalda, Quito                                           |                                                                               |
| 18:00 (UTC-05:00)                                                  |       | LigaPro Reporte Soccerway Reporte |           | Asistencia: 13 963 espectadores Árbitro(s): Luis Quiroz VAR: Jefferson Macías | Asistencia: 13 963 espectadores Árbitro(s): Luis Quiroz VAR: Jefferson Macías |
| Primer título nacional en la historia de Sociedad Deportiva Aucas. |       |                                   |           |                                                                               |                                                                               |

## Datos
- Nombre: Gonzalo Pozo Ripalda,
- También conocido como:  "Estadio Chillogallo", "Coloso de Turubamba", "La Caldera del Sur".
- Propietario: Sociedad Deportiva Aucas
- Fecha de Inauguración: 19 de febrero de 1994.
- Primer Partido: Amistoso derrotando a Junior de Barranquilla por 4-1.
- Capacidad: 21 489 espectadores.[7]
  - Detalle: (Basado en los datos en la Federación Ecuatoriana de Fútbol)
    - Palcos:  310
    - Tribunas: 4763
    - General Norte: 5755
    - General Sur: 5380
    - General Central: 5281
- Medidas de la Cancha: 105 x 68 m.
- Ubicación: Sur de Quito, Sector de Chillogallo.
- Cancha: Césped natural.

## Concentración del equipo profesional

### Campus Luis Flores Valenzuela y Hábitat Rubén Landázuri Rodríguez
Uno de los aciertos de la dirigencia de Aucas, es haber gestionado la construcción de la concentración del equipo profesional del club destinado a la formación de nuevos jugadores para su integración al equipo profesional. La cual está ubicada en el noreste del estadio del Aucas.
El 10 de enero de 2004 se hizo la inauguración de la obra y en un informe se presentaron los detalles de la obra.

#### Datos
- La extensión del terreno donado por el Municipio de Quito fue de 15.480,80 metros cuadrados.
- La partida presupuestaria en Sucres fue de 900 000 000 en 1994.
- Los recursos propios del club en 1996 en sucres fueron de 160 000 000.
- La obra dio comienzo en 1997.
- En 1998, el club podía utilizar las instalaciones.[8]

Las instalaciones de la concentarción del club incluyen:
- Cancha profesional.
- Edificio de camerinos.
- Graderío.
- Hidromasaje.
- Baños sauna.
- Reparación integral.
- Ingreso vehicular.
- Drenaje francés en la parte sur del complejo.

## Otros eventos
El estadio de Aucas se utiliza también para eventos artísticos de renombre, donde se han presentado grupos nacionales y extranjeros. El más destacado ha sido la presentación de la banda inglesa de Heavy metal Iron Maiden el 10 de marzo de 2009. El 10 de diciembre de 2004 se presentó la banda finlandesa Nightwish. El 29 de octubre de 2010 la banda musical argentina de Heavy Metal, Rata Blanca, se presentó en este mismo estadio, entre otros.